# Lidia Krupa-Surdyka
Lidia Krupa-Surdyka (ur. 15 marca 1935 w Krakowie) – polska piłkarka ręczna, mistrzyni i reprezentantka Polski.

## Kariera sportowa
W latach 1952–1964 była zawodniczką Cracovii, z którą zdobyła dziewięć tytułów mistrzyni Polski (w odmianie 11-osobowej w 1956, 1959, 1961 i 1962, w odmianie 7-osobowej w 1957, 1958 w hali, w 1958 na otwartym stadionie, 1960, 1961) oraz sześć tytułów wicemistrzyni Polski (w odmianie 11-osobowej w 1957 i 1958, w odmianie 7-osobowej w 1955, 1959, 1962, 1963).
W reprezentacji Polski seniorek w odmianie 7-osobowej wystąpiła 16 razy, w tym na mistrzostwach świata w 1957 (7. miejsce), w odmianie 11-osobowej – 21 razy, w tym na mistrzostwach świata w 1960 (6. miejsce).
Przez wiele lat była pracownikiem księgowości w krakowskim przedsiębiorstwie Cefarm.
Jej mężem był trener Edward Surdyka.